# Urohidrosi

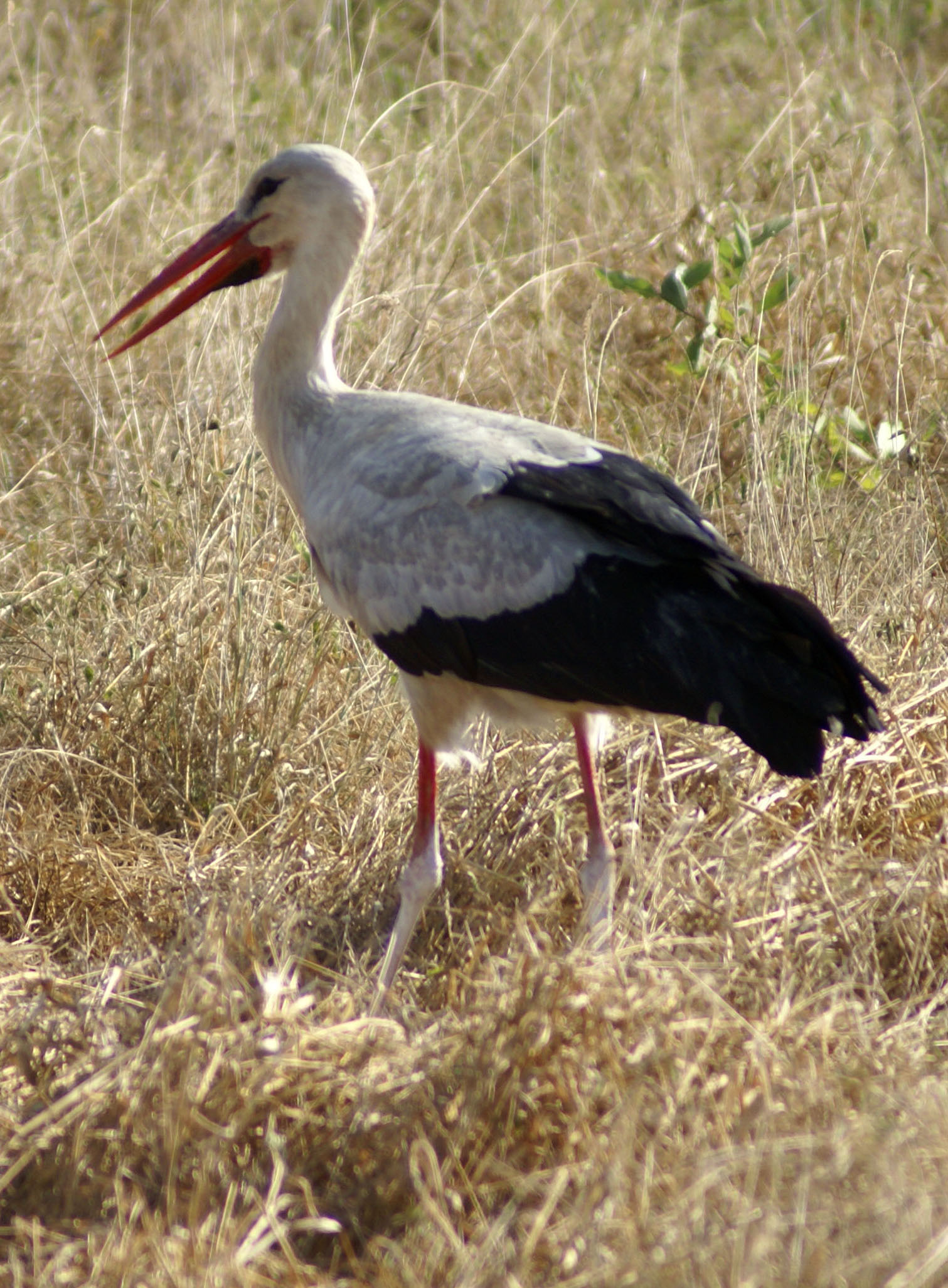
Exemplar de Cigonya blanca. El seus genolls i potes son de color blanquinós perquè estan coberts per guano, un exemple de termoregulació per urohidrosi.

La urohidrosi és un comportament que fan servir alguns ocells, consistent en dipositar els seus excrements líquids sobre la part escatosa de les potes per a refrescar-les, utilitzant l'evaporació de l'aigua com un mètode de refredament de la pell i, per tant, de la sang que hi flueix per sota. D'aquesta manera els ocells poden suportar temperatures relativament altes.
Aquest comportament relacionat amb la termoregulació s'ha citat en les cigonyes i els voltors del Nou Món.